# Tom Lantos

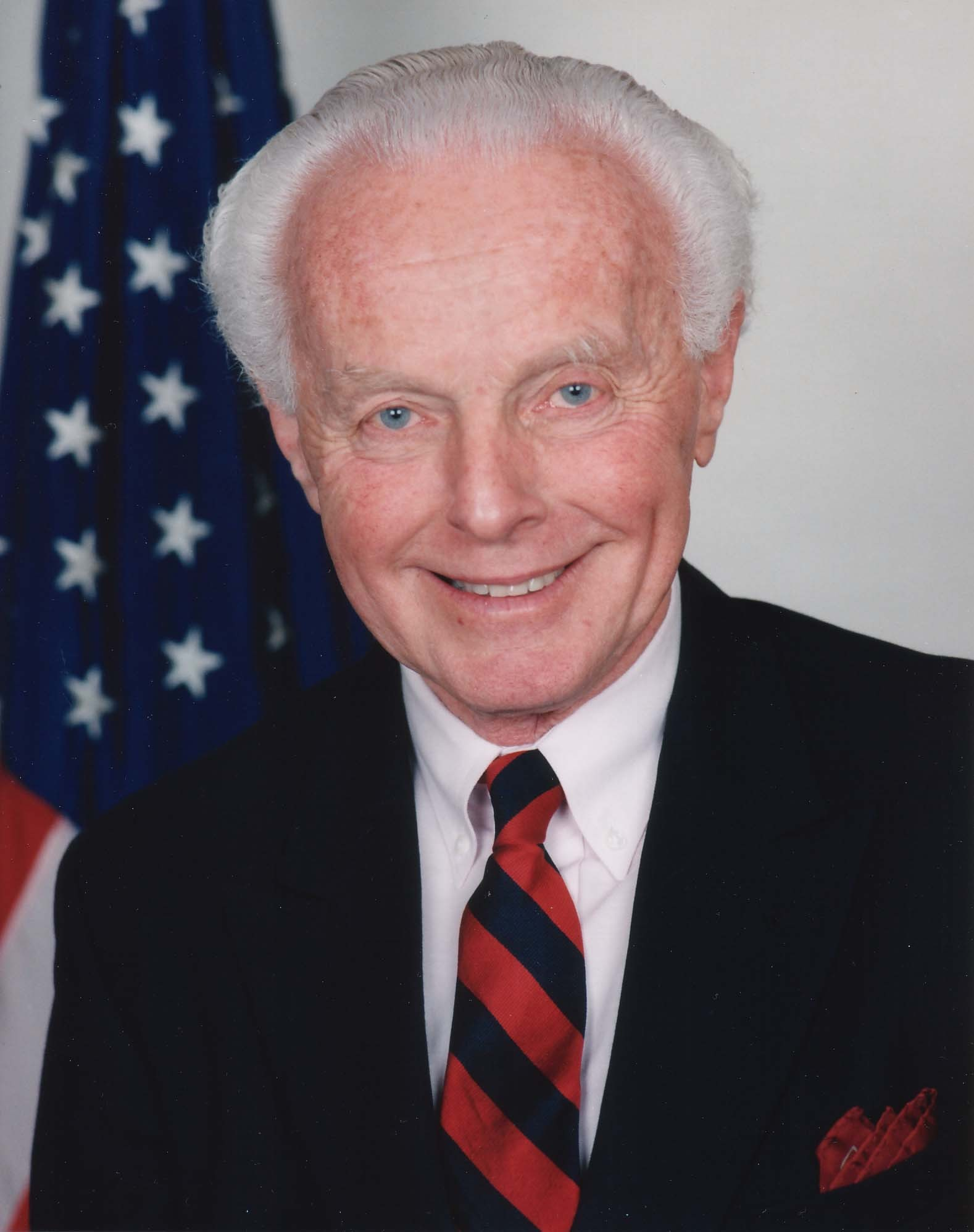
Tom Lantos

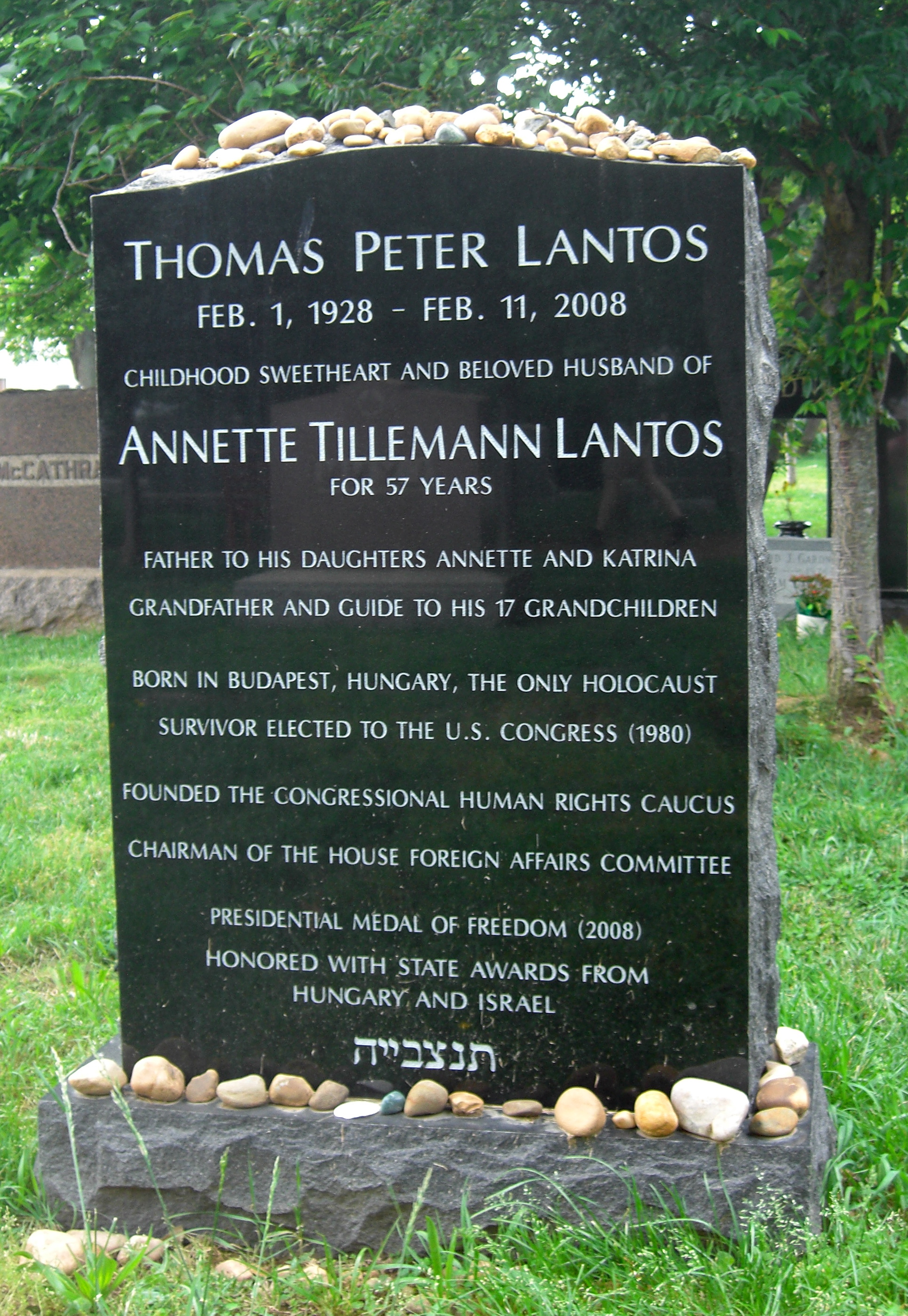
Lantos’ Grab in Washington, D. C.

Thomas Peter „Tom“ Lantos (* 1. Februar 1928 in Budapest; † 11. Februar 2008 in Bethesda, Maryland; eigentlich: Lantos Tamás Péter) war ein US-amerikanischer Politiker ungarischer Herkunft.

## Leben
Lantos stammte aus einer jüdischen Familie. 1944 wurde er in ein ungarisches Arbeitslager in Szob gezwungen. Er flüchtete zurück nach Budapest, wo er sich in der Wohnung einer Tante versteckte, die in einem von Raoul Wallenberg geschützten Sternhaus wohnte. Die meisten seiner Verwandten wurden Opfer der Verfolgung durch die ungarischen Antisemiten und Pfeilkreuzler. 1981 sorgte Lantos dafür, dass Wallenberg postum zum Ehrenbürger der Vereinigten Staaten ernannt wurde. Lantos wurde 1998 für den Dokumentarfilm Die letzten Tage interviewt.
Nach dem Ende des Zweiten Weltkriegs nahm er ein Studium an der Budapester Universität auf, ging aber 1947 in die Vereinigten Staaten. Hier studierte er Wirtschaftswissenschaft an der University of Washington. An der University of California, Berkeley wurde er 1953 promoviert.
Seit 1981 war er ein Kongressabgeordneter der Demokraten, anfangs des 11., danach des 12. Wahlbezirks von Kalifornien. Im Kongress führte er den einflussreichen Auswärtigen Ausschuss. Im Jahr 2002 unterstützte er die Resolution für den Irakkrieg, den er später jedoch kritisierte.
2008 wurde ihm die Ehrendoktorwürde der Hebräischen Universität Jerusalem verliehen.
Er starb im National Naval Medical Center in Bethesda an den Folgen einer Speiseröhrenkrebserkrankung. Sein Grab befindet sich auf dem Congressional Cemetery in Washington, D. C. Im Juni 2008 verlieh ihm Präsident George W. Bush postum die Presidential Medal of Freedom.

## Politische Positionen
Aufgrund seiner politischen Ansichten wurde Lantos als einer der liberaleren Kongressabgeordneten angesehen; u. a.:
- hielt er den Schutz der Menschenrechte für eine politische Aufgabe von zentraler Bedeutung,
- unterstützte er die Legalisierung des Schwangerschaftsabbruchs und die embryonale Stammzellenforschung,
- sprach er sich gegen die Konstituierung des PATRIOT Act aus,
- unterstützte er die Rechte sexueller Minderheiten, incl. Heirats- und Adoptionsrecht,
- sprach er sich gegen die Todesstrafe aus,
- sprach er sich für die Legalisierung so genannter „weicher Drogen“ für medizinische Zwecke aus,
- sprach er sich für die Beschränkung des Waffenbesitzrechts aus.